# Ein Student aus Uppsala
Ein Student aus Uppsala (svenska: En student från Uppsala) är en låt och en singel från 1969, framförd av den norska artisten Kirsti Sparboe. Låten är skriven av Georg Buschor och Henry Mayer handlar om en romans med en Uppsalastudent. Låten släpptes både på svenska, norska och tyska men skördade sina största framgångar i Västtyskland där den nådde plats 15 på topplistan.
Låten har senare blivit populär bland studenter vid Uppsala universitet.
Namnet Uppsala låter på tyska som utropet man gör vid en olyckshändelse eller när man blir överraskad av något. Motsvarande på svenska är "hoppsan". Låten blir alltså lite av en ordlek. Både det tyska och svenska uttrycket har sedermera fått stark konkurrens av det engelska "oops". 